# La donna del giorno (film 1942)
La donna del giorno (Woman of the Year) è un film del 1942 diretto da George Stevens.

## Trama

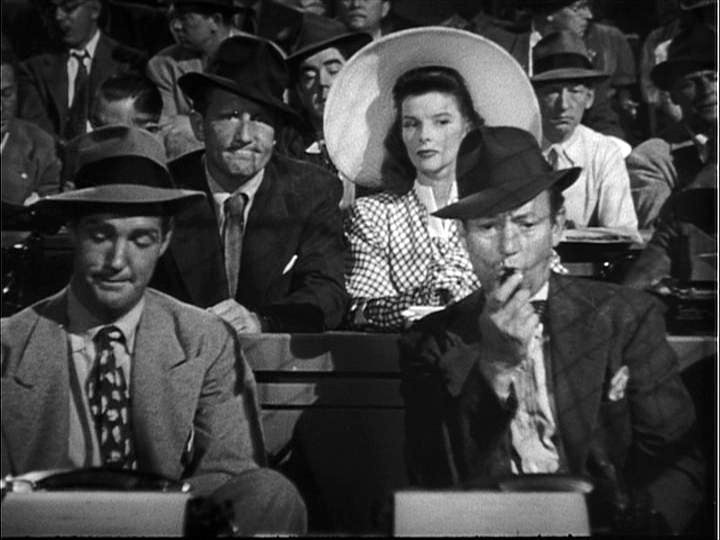
Spencer Tracy e Katharine Hepburn in una scena

Sam Craig, cronista sportivo, fa conoscenza con Tess Harding, celebre giornalista che si occupa di politica e di cronaca mondana, e poliglotta. I due iniziano a frequentarsi e, dopo vari appuntamenti, si sposano. Con il matrimonio arrivano anche i primi problemi: la donna infatti non è disposta a rinunciare in nessun modo al suo lavoro.
Quando Tess viene eletta "donna dell'anno", la coppia si trova a discutere se portare alla premiazione anche il bambino (che lei, all'insaputa del marito, ha adottato in uno slancio di generosità durante un convegno sui profughi greci). La prospettiva di lasciare il bambino solo a casa, come Tess preferirebbe, è per Sam la goccia che fa traboccare il vaso. Esasperato («...se sapessero che la donna dell'anno non è nemmeno una donna!»), riporta il piccolo all'orfanotrofio e se ne va di casa.
Tess capisce i propri errori e, pur di riconquistare il marito, si sottoporrà perfino ad una prova culinaria dagli esiti comicamente disastrosi.

## Produzione e retroscena
Lo schema del film venne sviluppato da Garson Kanin, un buon amico di Katharine Hepburn, che passò poi lo schema a Joseph L. Mankiewicz della MGM, dicendo che il prezzo era di 250.000 dollari (metà per lei, metà per lo script). A lui piacque e decise di produrre il film. La Hepburn contribuì significativamente alla sceneggiatura, leggendo il testo, suggerendo tagli e modifiche. Fu la Hepburn a scegliere il co-protagonista e il regista (rispettivamente Tracy e Stevens).
La donna del giorno è stato il primo di nove film della coppia Tracy - Hepburn. I due si conobbero proprio poco prima dell'inizio delle riprese. Come ammette la stessa Hepburn, nel documentario Katharine Hepburn: All About Me (1993), il giorno in cui incontrò per la prima volta Tracy e il produttore, la donna indossava i tacchi alti, così, rivolta all'attore, disse: «Temo di essere troppo alta per lei, signor Tracy.». Allora Mankiewicz le rispose: «Non ti preoccupare, Kate: ti accorcia lui.» È stato durante le riprese del La donna del giorno, che la Hepburn e Tracy si innamorarono. La loro relazione durò fino alla morte di Tracy, avvenuta nel 1967.
Il film fu originariamente girato con un finale diverso, che si rivelò però essere insoddisfacente per il pubblico durante i test di proiezione. Gli ultimi quindici minuti del film furono quindi riscritti e sostituiti.

### Uscita
Il film uscì nelle sale cinematografiche USA il 19 gennaio 1942. A New York venne presentato il 5 febbraio.

## Riconoscimenti
Il film ottenne due nomination ai Premi Oscar 1943 vincendo il premio per la migliore sceneggiatura originale. Katharine Hepburn era candidata come miglior attrice.
Nel 1999 è stato scelto per la conservazione nel National Film Registry della Biblioteca del Congresso degli Stati Uniti.
Nel 2000 l'American Film Institute l'ha inserito al 90º posto della classifica delle cento migliori commedie americane di tutti i tempi.